# 岷县橐吾
岷县橐吾（学名：Ligularia ianthochaeta）是菊科橐吾属的植物，是中国的特有植物。分布于中国大陆的甘肃等地，生长于海拔2,400米的地区，多生在山坡，目前尚未由人工引种栽培。